# Luis Barrionuevo
Luis Barrionuevo, född 16 februari 1949, är en argentinsk friidrottare. Han deltog vid olympiska sommarspelen 1972.